# Sulle tracce del condor
Pour plus de détails, voir Fiche technique et Distribution.
Sulle tracce del condor est un film d'action-aventure italo-argentin réalisé par Sergio Martino et sorti en 1990.

## Synopsis
Un trésor caché dans les montagnes d'Amérique du Sud et un groupe d'hommes prêts à tout... sur les traces du « Condor », un avion de ligne à bord duquel s'était enfui Xao Ling, ancien gouverneur de Pékin à l'époque de la révolution maoïste.
Les joyaux du trésor impérial sont le riche butin que Mark Lester et Steve Roberts sont déterminés à retrouver, coûte que coûte.

## Fiche technique
- Titre original italien : Sulle tracce del condor[1]
- Titre espagnol : Cóndor[2]
- Réalisateur : Sergio Martino
- Scénario : Sergio Martino, Piero Regnoli, Olga Pehar
- Photographie : Roberto Girometti
- Montage : Daniele Alabiso (it)
- Musique : Luigi Ceccarelli
- Décors : Valentina Di Palma, Angélica Fuentes, Pablo Olivo
- Production : Massimo Manasse
- Société de production : Dania Film, Medusa Film
- Pays de production :  Italie -  Argentine
- Langue originale : italien
- Format : Couleurs
- Durée : 110 minutes
- Genre : film d'action-aventure
- Dates de sortie :
  - Italie : 29 octobre 1990

## Distribution
- Daniel Greene : Mark Lester
- Brent Huff : Steve Roberts
- Christine Leigh : Anne
- Katja Alemán : Consuelo
- Charles Napier : Dennis
- Alberto Benegas : Miguel
- Jorge Jacker
- Theodore McNabney
- Regina Palermo
- Cristina Aguero